# Martina Zellner
Martina Seidl z d. Zellner (ur. 26 lutego 1974 w Traunstein) – niemiecka biathlonistka, mistrzyni olimpijska i wielokrotna medalistka mistrzostw świata.

## Kariera
Pierwszy sukces w karierze osiągnęła w 1994 roku, kiedy podczas mistrzostw świata juniorów w Osrblie zdobyła złoty medal w sztafecie.
W Pucharze Świata zadebiutowała 13 stycznia 1994 roku w Ruhpolding, zajmując 71. miejsce w biegu indywidualnym. Pierwsze punkty wywalczyła dwa dni później w tej samej miejscowości, kiedy zajęła 25. miejsce w sprincie. Pierwszy raz na podium zawodów pucharowych stanęła 18 grudnia 1997 roku w Kontiolahti, kończąc rywalizację w sprincie na drugiej pozycji. W zawodach tych rozdzieliła swą rodaczkę – Uschi Disl i Rosjankę Swietłanę Iszmuratową. W kolejnych startach jeszcze 13 razy stawała na podium, odnosząc przy tym trzy zwycięstwa: 12 lutego 1999 roku w Kontiolahti wygrała sprint, 16 stycznia 2000 roku w Ruhpolding wygrała bieg pościgowy, a 19 marca 2000 roku w Chanty-Mansyjsku triumfowała w biegu masowym. Najlepsze wyniki osiągnęła w sezonie 1997/1998, kiedy była trzecia w klasyfikacji generalnej, za Magdaleną Forsberg ze Szwecji i Uschi Disl. Ponadto w sezonie 1999/2000 była trzecia w klasyfikacji sprintu, zajmując też szóste miejsce w generalnej.
W 1998 roku wystąpiła na igrzyskach olimpijskich w Nagano w 1998 roku, gdzie razem z Uschi Disl, Petrą Behle i Katrin Apel zdobyła pierwszy w historii złoty medal olimpijski w tej konkurencji dla Niemiec. Zajęła ponadto 10. miejsce w biegu indywidualnym i 30. w sprincie. Były to jej jedyne starty olimpijskie. W tym samym roku zdobyła brązowy medal w biegu pościgowym podczas mistrzostw świata w Pokljuce/Hochfilzen, ulegając tylko Forsberg i Francuzce Corinne Niogret.
Najwięcej medali zdobyła na mistrzostwach świata w Kontiolahti/Oslo w 1999 roku. Najpierw zdobyła złoty medal w sprincie, wyprzedzając Forsberg i Ołenę Zubryłową z Ukrainy. Następnie zajęła trzecie miejsce w biegu pościgowym, w którym lepsze były tylko Zubryłowa i Martina Halinárová ze Słowacji. Ponadto reprezentacja Niemiec w składzie: Uschi Disl, Simone Greiner-Petter-Memm, Katrin Apel i Martina Zellner zdobyła złoto w sztafecie. Brała też udział w rozgrywanych rok później mistrzostwach świata w Oslo/Lahti, gdzie dwukrotnie stanęła na podium. W sprincie zdobyła brązowy medal, plasując się za Norweżką Liv Grete Skjelbreid i Katrin Apel. Sześć dni później razem z Disl, Apel i Andreą Henkel wywalczyła srebrny medal w sztafecie.
W 2002 roku zakończyła karierę. W 2004 roku wzięła ślub i przyjęła nazwisko Seidl, trzy miesiące później urodziła syna, Eliasa.

## Osiągnięcia

### Igrzyska olimpijskie
| Rok  | Miejscowość | Konkurencje | Konkurencje | Konkurencje | Konkurencje | Konkurencje | Konkurencje | Konkurencje |
| Rok  | Miejscowość | IN          | SP          | PU          | MS          | RL          | MR          | SR          |
| ---- | ----------- | ----------- | ----------- | ----------- | ----------- | ----------- | ----------- | ----------- |
| 1998 | Nagano      | 10.         | 30.         | nd.         | nd.         | 1.          | nd.         | –           |

### Mistrzostwa świata
| Rok  | Miejscowość         | Konkurencje | Konkurencje | Konkurencje | Konkurencje | Konkurencje | Konkurencje | Konkurencje |
| Rok  | Miejscowość         | IN          | SP          | PU          | MS          | RL          | MR          | SR          |
| ---- | ------------------- | ----------- | ----------- | ----------- | ----------- | ----------- | ----------- | ----------- |
| 1996 | Ruhpolding          | 61.         | –           | nd.         | nd.         | –           | nd.         | –           |
| 1997 | Osrblie             | –           | –           | –           | nd.         | –           | nd.         | –           |
| 1998 | Pokljuka/Hochfilzen | nd.         | nd.         | 3.          | nd.         | nd.         | nd.         | –           |
| 1999 | Kontiolahti/Oslo    | 14.         | 1.          | 3.          | 12.         | 1.          | nd.         | –           |
| 2000 | Oslo/Lahti          | 19.         | 3.          | 6.          | 7.          | 2.          | nd.         | –           |

### Puchar Świata

#### Miejsca w klasyfikacji generalnej
| Sezon     | Miejsce |
| --------- | ------- |
| 1993/1994 | 71.     |
| 1994/1995 | 57.     |
| 1995/1996 | 29.     |
| 1996/1997 | 29.     |
| 1997/1998 | 3.      |
| 1998/1999 | 6.      |
| 1999/2000 | 7.      |
| 2000/2001 | 21.     |
| 2001/2002 | 27.     |

#### Miejsca na podium chronologicznie
| Lp. | Dzień       | Rok  | Miejscowość     | Konkurencja                | Lokata | Pudła   | Czas biegu | Strata  | Zwycięzca            |
| --- | ----------- | ---- | --------------- | -------------------------- | ------ | ------- | ---------- | ------- | -------------------- |
| 1.  | 18 grudnia  | 1997 | Kontiolahti     | Sprint na 7,5 km           | 2.     | ?       | 23:42,2    | +3,7    | Uschi Disl           |
| 2.  | 20 grudnia  | 1997 | Kontiolahti     | Bieg pościgowy na 10 km    | 3.     | ?       | ?          | ?       | Magdalena Forsberg   |
| 3.  | 10 stycznia | 1998 | Ruhpolding      | Sprint na 7,5 km           | 2.     | 0+0     | 23:39,9    | +5,5    | Petra Behle          |
| 4.  | 8 marca     | 1998 | Pokljuka        | Bieg pościgowy na 10 km    | 3.     | 0+0+0+0 | 37:58,6    | +1:25,8 | Magdalena Forsberg   |
| 5.  | 12 marca    | 1998 | Hochfilzen      | Bieg indywidualny na 15 km | 3.     | 0+1+1+0 | 53:40,5    | +50,8   | Uschi Disl           |
| 6.  | 12 lutego   | 1999 | Kontiolahti     | Sprint na 7,5 km           | 1.     | 0+2     | 26:59,9    | –       | –                    |
| 7.  | 13 lutego   | 1999 | Kontiolahti     | Bieg pościgowy na 10 km    | 3.     | 1+0+0+1 | 32:17,5    | +1:07,6 | Ołena Zubryłowa      |
| 8.  | 16 stycznia | 2000 | Ruhpolding      | Bieg pościgowy na 10 km    | 1.     | 0+0+0+0 | 31:08,3    | –       | –                    |
| 9.  | 21 stycznia | 2000 | Anterselva      | Sprint na 7,5 km           | 2.     | 0+1     | 24:22,8    | +16,8   | Martina Beck         |
| 10. | 19 lutego   | 2000 | Oslo            | Sprint na 7,5 km           | 3.     | 1+0     | 20:51,9    | +30,6   | Liv Grete Skjelbreid |
| 11. | 19 marca    | 2000 | Chanty-Mansyjsk | Bieg masowy na 12,5 km     | 1.     | 0+0+1+2 | 43:05,6    | –       | –                    |
| 12. | 28 lutego   | 2001 | Soldier Hollow  | Bieg indywidualny na 15 km | 2.     | 1+0+0+0 | 43:02,6    | +37,6   | Magdalena Forsberg   |
| 13. | 7 marca     | 2001 | Lake Placid     | Sprint na 7,5 km           | 2.     | 0+1     | 26:17,8    | +9,2    | Kati Wilhelm         |
| 14. | 6 grudnia   | 2001 | Hochfilzen      | Sprint na 7,5 km           | 3.     | 0+2     | 22:10,9    | +1:10,3 | Magdalena Forsberg   |